# Schlacht von Torroella
Philippsburg – Koblenz – Walcourt – Bantry Bay – Mainz – Bonn – Fleurus – Beachy Head – Boyne – Staffarda – Québec – Mons – Cuneo – Leuze – Aughrim – Barfleur/La Hougue – Namur 1 – Steenkerke – Lagos – Neerwinden – Marsaglia – Charleroi – Torroella – Camaret – Texel – Sant Esteve d'en Bas – Gerona – Dixmuyen – Namur 2 – Brüssel –  Ath – Cartagena – Barcelona
Die Schlacht von Torroella, auch bekannt als die Schlacht am Ter, war eine Schlacht im Pfälzischen Erbfolgekrieg, die am 27. Mai 1694 an den Ufern des Ter nahe der Puente Mayor bei der bedeutenden Stadt Girona in Katalonien im heutigen Spanien ausgefochten wurde.

## Vorspiel
1694 entschied sich der französische König Ludwig XIV., sich um die Vorherrschaft in Katalonien zu bemühen und Catinats Armee im Piemont in der Defensive zu lassen, um mehr Truppen für die spanische Front in Reserve zu haben.
Der Vizekönig von Katalonien, Don Juan Manuel Lopez Pacheco Acuña Giron y Portocarrero, Marquis von Villena und Herzog von Escalona, der zugleich Oberbefehlshaber der Armee war, hatte entlang des Flusses Ter praktisch alle Truppen, die er mustern konnte, aufgestellt, um dem starken französischen Expeditionskorps die Stirn bieten zu können. Angeführt wurden die Franzosen vom Herzog von Noailles, der Girona einnehmen wollte.
Beide Armeen hatten in etwa dieselbe Stärke (ca. 20.000 Fußsoldaten und 4–5.000 Reiter). Die französischen Regimenter bestanden größtenteils aus Veteranen, während sich die spanische Streitkraft hauptsächlich aus frisch Rekrutierten und neu geschaffenen Einheiten zusammensetzte, die sich noch nie im Felde bewiesen hatten. Außerdem stand den Franzosen mehr und überlegenere Artillerie mit besseren Geschossen zur Verfügung, die darüber hinaus von gut ausgebildeten Mannschaften unter erfahrenen Offizieren bedient wurde.

## Hauptschlacht
Die spanische Armee war in drei Korps aufgeteilt worden, um die Furten bei Verges, Ullà und Torroella zu bewachen. Dem spanischen Vizekönig zufolge „bestand unsere gesamte Armee aus 11.900 Fußsoldaten und 4.000 Reitern, im Gesamten eine Anzahl von 16.300 Mann.“
An den vorangegangenen Tagen hatten die Franzosen erfolglos versucht, den Ter zuerst bei Verges zu überqueren und sich dann nach Ullà und Torroella de Montgrí gewandt. Am Morgen des 27. Mai hing ein dichter Nebel über den Ufern des Flusses. Dies nutzten etwa 2.000 französische Dragoner und Reiter aus und überquerten den Ter bei Torroella unbemerkt, gefolgt von einer großen Anzahl an Infanteriegrenadieren. Am anderen Ufer starteten sie sogleich Angriffe gegen die Spanier, die sich nicht verschanzt hatten und zudem heftigem Beschuss der französischen Artillerie von der anderen Flussseite ausgesetzt waren.
Nach einer ersten Salve ihrer Musketen waren die Spanier nicht mehr in der Lage, die heranstürmenden Feinde effektiv zurückzuschlagen. Sie begannen, vom Schlachtfeld zu fliehen und stürzten so auch den Rest der Armee ins Chaos. Da sich die Kavallerie zurückgezogen hatte und so die Infanterie schutzlos zurückblieb, war eine wirkungsvolle Abwehr der Franzosen nicht möglich. So starben viele Spanier beim aussichtslosen Versuch, die Feinde zurückzuschlagen. Im Angesicht dieser Niederlage und weil mittlerweile viele französische Truppen den Fluss überquert hatten und in Schlachtordnung bereitstanden, verfiel die gesamte spanische Armee in Durcheinander. Die gesamte Kavallerie floh mitsamt der Nachhut nach Girona.
Den Franzosen gelang ein großer Sieg gegen die Spanier mit lediglich geringen Verlusten. Sie konnten viele Soldaten töten, sowie Ausstattung, Geschütze und zahlreiche Standarten erbeuten.

## Nachwirkung
Die offiziellen Quellen der Spanier sprechen von einem Verlust von 2.931 Fußsoldaten und 324 Pferden, darunter Tote, Verwundete und Deserteure. Nach den französischen Quellen überstiegen die Verluste der Spanier 9.000 Mann, worin 2.000 Gefangene beinhaltet sind. Ihre eigenen Verluste sollen sich auf 500 Mann belaufen.
In dieser Situation blieb dem Vizekönig nichts anderes übrig, als einen Teil seiner Truppen nach Girona zu schicken und selbst mit dem Großteil seiner Armee nach Barcelona zu marschieren, wo er den gesamten Juni verbrachte. Unterdessen plünderten die Franzosen mehr als 10 Dörfer in der Nähe des Ter.
Am 30. Mai, drei Tage nach der spanischen Niederlage bei Torroella, errichtete Noailles eine Land- und Seeblockade der Festung Palamós, die sich den Franzosen am 10. Juni ergab. Die Stadt Girona wurde am 29. Juni eingenommen.
Barcelona wurde vom französischen Kriegsminister gerettet, der Marschall Noailles Gelder strich und seine Armee demobilisierte. Außerdem traf eine englische Flotte unter Edward Russell ein, die die französische Unterstützungsflotte unter Tourville zum Rückzug nach Toulon zwang.